# Luis Ponce
Luis Ponce, mit vollständigem Namen Luis Arturo Ponce Ortiz, (* 6. Juni 1910; † 10. November 1974) war ein chilenischer Fußballspieler. Der Mittelfeldspieler absolvierte acht Länderspiele für Chile.

## Vereinskarriere
Über die Vereinskarriere von Luis Ponce ist wenig bekannt. Von 1936 bis 1939 spielte der Mittelfeldspieler für den damaligen Rekordmeister CD Magallanes, mit dem er die Meisterschaft 1938 gewinnen konnte.

## Nationalmannschaftskarriere
Zwischen 1937 und 1939 war Luis Ponce Nationalspieler der chilenischen Nationalmannschaft und debütierte beim Campeonato Sudamericano 1937 im Spiel gegen die uruguayische Mannschaft. Zum ersten Mal in der Geschichte Chiles besiegte das Team von Trainer Pedro Mazullo Uruguay, das zu dieser Zeit als die stärkste Mannschaft der Welt galt. Nach drei Niederlagen, einem Unentschieden und dem Sieg gegen Uruguay wurde Chile Fünfter. Ponce absolvierte drei Turnierspiele.
Beim Campeonato Sudamericano 1939 landete Chile nach einem Sieg und drei Niederlagen auf dem vierten Platz. Ponce stand in allen vier Spielen in der Startelf. Das letzte Länderspiel des Mittelfeldspielers war ein Freundschaftsspiel im Februar 1939 gegen Paraguay. Ponce kommt somit auf acht Länderspiele und blieb ohne Torerfolg.

## Erfolge
Magallanes
- Chilenischer Meister: 1938
- Campeonato de Apertura: 1937